# Ameni-seneb
Ameni-seneb war als altägyptischer Beamter um 1800 v. Chr. und damit am Ende der 12. Dynastie (Mittleres Reich) Bürgermeister und Priestervorsteher auf der Insel Elephantine.
Ameni-seneb war der Sohn des Bürgermeisters Heqaib II., der allerdings nicht sein direkter Vorgänger im Amt war. Seine Mutter hieß Sattjeni.
Ameni-seneb ist vor allem von seinen Aktivitäten im Heiligtum des Heqaib auf Elephantine bekannt. Dort stiftete er einem Schrein und drei Statuen. Weitere von ihm gestifteten Statuen und Schreine waren seinem Vater Heqaib II. und seinem Verwandten Heqaibanch geweiht, der Letztere wird als sein Bruder bezeichnet, was aber nicht unbedingt auf eine wirkliche Bruderschaft schließen lässt. Nachfolger im Amt wurde Chakaureseneb. Von beiden Bürgermeistern gibt es auf Elephantine Siegelabdrücke auf ein und denselben Tonbullen. Dies belegt, dass sie gleichzeitig im Amt waren, was bisher für Bürgermeister nicht weiter bezeugt war.